# Ahnd

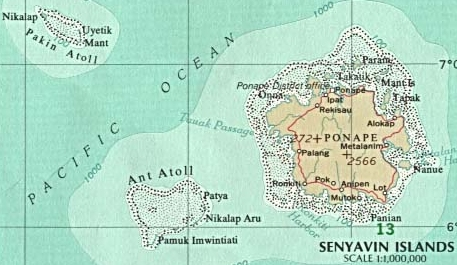
Atóis de Pakin e Ant, e ilha de Pohnpei

Ahnd (também conhecido por Atol de Ant, ou pelos antigos nomes de Andema, Fraser ou Alliance) é um atol sito a 8 milhas náuticas a sudoeste da ilha de Pohnpei.